# Pluritrichoppia insolita
Pluritrichoppia insolita är en kvalsterart som beskrevs av Subías och Antonio Arillo 1989. Pluritrichoppia insolita ingår i släktet Pluritrichoppia och familjen Oppiidae. Inga underarter finns listade i Catalogue of Life.